# Dorfkirche Groß Schulzendorf

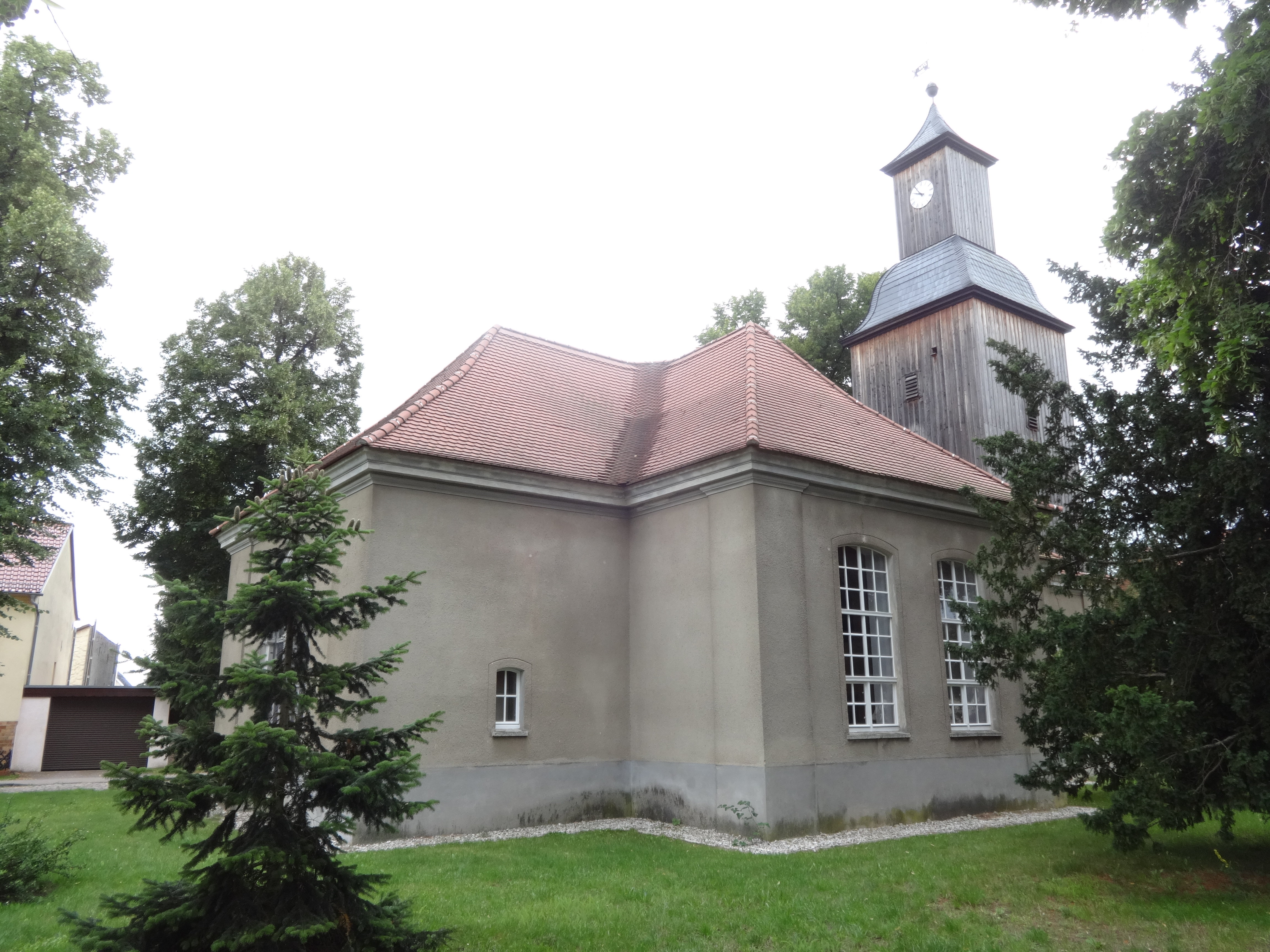
Dorfkirche Groß Schulzendorf

Die evangelische Dorfkirche Groß Schulzendorf ist eine barocke Saalkirche in Groß Schulzendorf, einem Ortsteil der Stadt Ludwigsfelde im Landkreis Teltow-Fläming im Land Brandenburg. Die Kirchengemeinde gehört zum Evangelischen Pfarrsprengel Löwenbruch im Kirchenkreis Zossen-Fläming
der Evangelischen Kirche Berlin-Brandenburg-schlesische Oberlausitz.

## Lage
Durch das Angerdorf führt in West-Ost-Richtung die Straße Dorfaue, die sich im Zentrum ellipsenförmig um den historischen Anger legt. Auf dem so eingeschlossenen Platz steht im westlichen Bereich der Sakralbau auf einer nicht eingefriedeten Fläche.

## Geschichte
Zum Bauzeitpunkt existieren keine genauen Angaben. Groß Schulzendorf wurde im 14. Jahrhundert von Flamen gegründet. Es ist denkbar, dass sie eine Kirche errichteten, von der im 21. Jahrhundert jedoch bislang keine Nachweise vorliegen. Der Kultur- und Förderverein Groß Schulzendorf hält es für denkbar, dass zu diesem Zeitpunkt bereits ein Bauwerk errichtet wurde. Dafür würde sprechen, dass sich zwischen dem Kirchturm und dem Kirchenschiff eine Mauer aus unbehauenen Feldsteinen befindet. Im Dehio-Handbuch wird als Baudatum „wohl von 1744“ angegeben – möglicherweise auf dem Fundament eines Vorgängerbaus. Die Kirchengemeinde gibt in einem Kirchenführer ebenfalls dieses Jahr an. 1886 erweiterte die Kirchengemeinde das Bauwerk um ein Querhaus sowie ein Chorquadrat zu einer Kreuzkirche. Dadurch gewannen sie Platz für eine umlaufende Empore, um der wachsenden Anzahl der Gläubigen Rechnung zu tragen. Im Ersten Weltkrieg mussten sie die Glocken aus Bronze im Zuge einer Metallspende des deutschen Volkes abgeben und schafften 1927 drei neue Exemplare aus Stahlguss an. In den Jahren 1960 bis 1967 baute die Kirchengemeinde die Emporen bis auf die Westempore zurück. Darunter entstand durch den Einbau einer Abtrennung eine Winterkirche. Weiterhin entfernte sie die zuvor angebrachten Gedenktafeln für die Gefallenen der Weltkriege. 2003 sanierten Handwerker den Innenraum, 2007 den Kirchturm. Im Jahr 2004 kaufte die Kirchengemeinde eine gebrauchte Orgel der Firma Jehmlich aus Dresden.

## Baubeschreibung

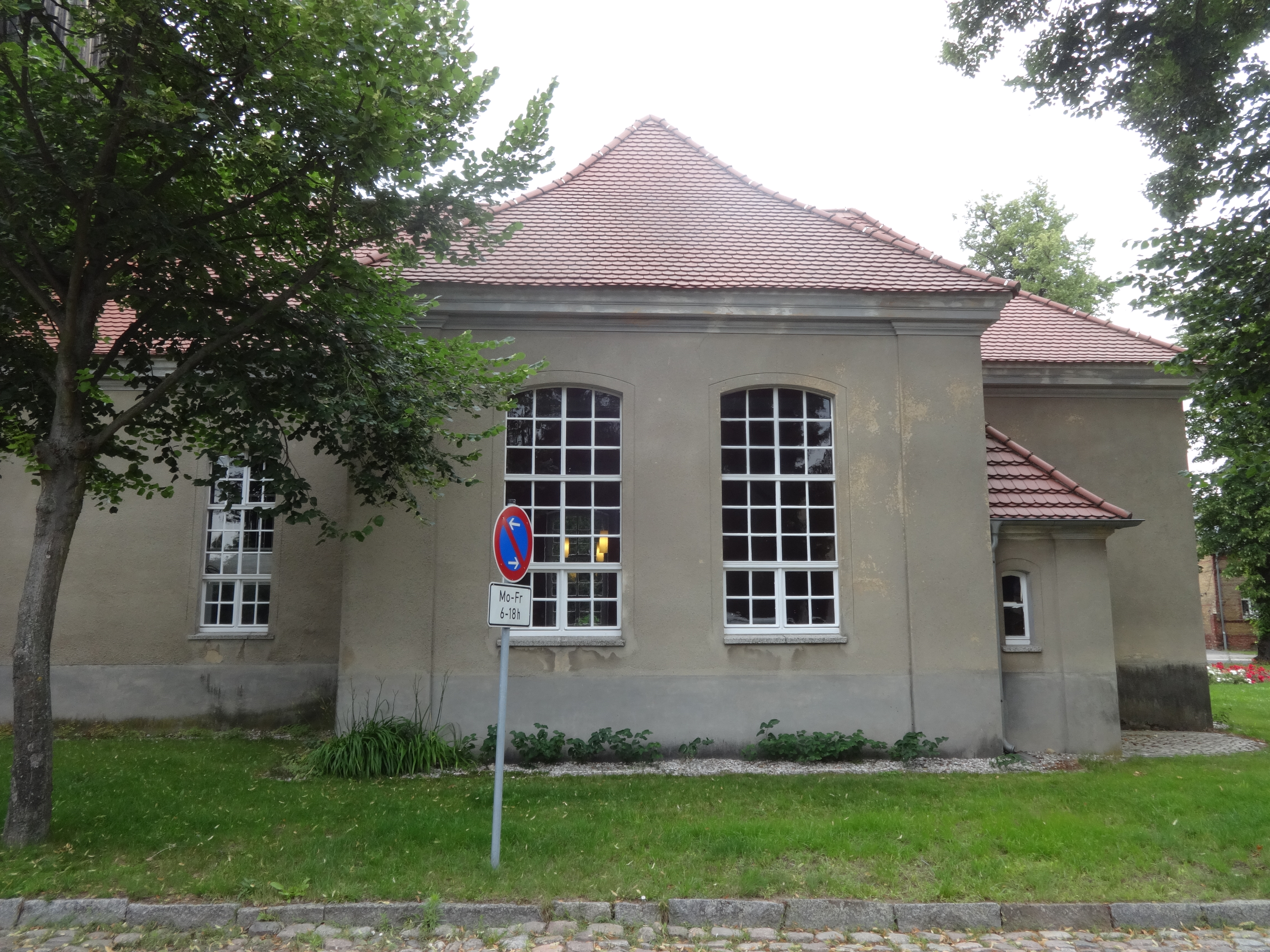
Ansicht von Süden

Das Bauwerk ist flächig bräunlich-grau verputzt und fußt auf einem grauen, umlaufenden Sockel. Der Chor ist gerade und nicht eingezogen. Seine Ecken werden durch breite Lisenen betont. An der Ostseite sind in einer segmentbogenförmigen Blende zwei ebenfalls segmentbogenförmige Fenster sowie darüber ein Kreisfenster, die alle in Bleiverglasung ausgeführt wurden. Das linke Fenster zeigt die Wundersame Brotvermehrung, das rechte die Hochzeit zu Kana. Im darüber angebrachten Kreisfenster ist Jesus Christus als Agnus Dei dargestellt (Evangelium nach Johannes, (1,29 )). An der nördlichen Wand des Chors ist ein kleines, rechteckiges Fenster. Dieses ist auch an der Südseite vorhanden. Hinzu kommt ein rechteckiger Anbau mit einem weiteren Fenster an der Südseite und einer Pforte an der Ostseite.
Das Kirchenschiff wird durch das Querhaus mit je zwei großen, segmentbogenförmigen Fenstern dominiert, das nach Westen hindurch je ein weiteres Fenster ergänzt wird.
Der Westturm ist quadratisch und gegenüber dem Kirchenschiff leicht eingezogen. Er kann durch ein schlichtes, gedrückt-segmentbogenförmiges Portal an der Westseite betreten werden. Während an der Südseite ein Fenster eingearbeitet wurde, befindet sich an der entsprechenden Nordseite eine verputzte Blende. Oberhalb eines umlaufenden Gesimses folgt das verbretterte Turmgeschoss. Darin sind an jeder Seite schmale Klangarkaden. Es folgt eine geschweifte Turmhaube mit einem Aufsatz, in dem an der West- und Ostseite eine Turmuhr verbaut wurde. Oberhalb des Pyramidendachs schließt der Turm mit Turmkugel und Wetterfahne ab.

## Ausstattung
Die Kanzel sowie der Altar sind wie auch die übrige Kirchenausstattung modern und neuzeitlich. Das Bauwerk ist in seinem Innern flach gedeckt.
Die Glocken besitzen eine verbindende Unterschrift aus dem Evangelium nach Lukas (2,14 ). Auf der größten Glocke steht „Ehre sei Gott in der Höhe“, auf der mittleren „und Friede auf Erden“, ergänzt durch „den Menschen ein Wohlgefallen“ auf der kleinsten Glocke.